# ألوان الطيف (مسلسل)
ألوان الطيف هو مسلسل درامي مصري، من تأليف أحمد صبحي وإخراج عبد العزيز حشاد، وبطولة كل من لقاء الخميسي، وأميرة فتحي، وفريال يوسف، وعبير صبري، وأحمد وفيق، وحسناء سيف الدين، وأحمد صلاح حسني، وإيناس شيحة.
يروى المسلسل قصة أربع فتيات طموحات لديهن أحلام يسعين لتحقيقها، ولكن ظروف الفقر وصعوبة العيش تقف عائقاً أمامهن، فهل يستطعن الفتيات اجتياز ظروفهن وتحقيق أحلامهن.

## طاقم العمل
يتكون طاقم العمل من:
- لقاء الخميسي بدور ليلى.
- أميرة فتحي بدور عليا.
- فريال يوسف بدور سلمى.
- عبير صبري بدور تميمة.
- أحمد وفيق بدور حسني.
- أحمد صلاح حسني بدور سلامة.
- محمد مهران بدور حسام.
- باسل خياط
- حمدي السخاوي بدور سام.
- أيمن أبو زهرة بدور عمر.
- سعيد طرابيك بدور متولي.
- حسن العدل بدور خليل.
- انعام سالوسه بدور فتحية.
- زينة منصور بدور نبيلة.
- بهجت عدلي بدور سرور.
- إسماعيل فرغلي بدور جابر.
- نسرين أمين
- صبري عبد المنعم بدور رأفت سامي.
- محمد عبد الحليم
- أحمد صيام بدور الشيخ زياد.
- مصطفى حشيش بدور عبد العزيز.